# Shandong (Schiff)

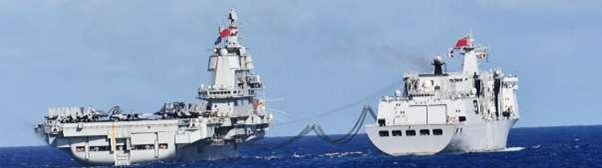
Shandong bei der Versorgung durch das Fast Combat Support Ship Chaganhu, 2023

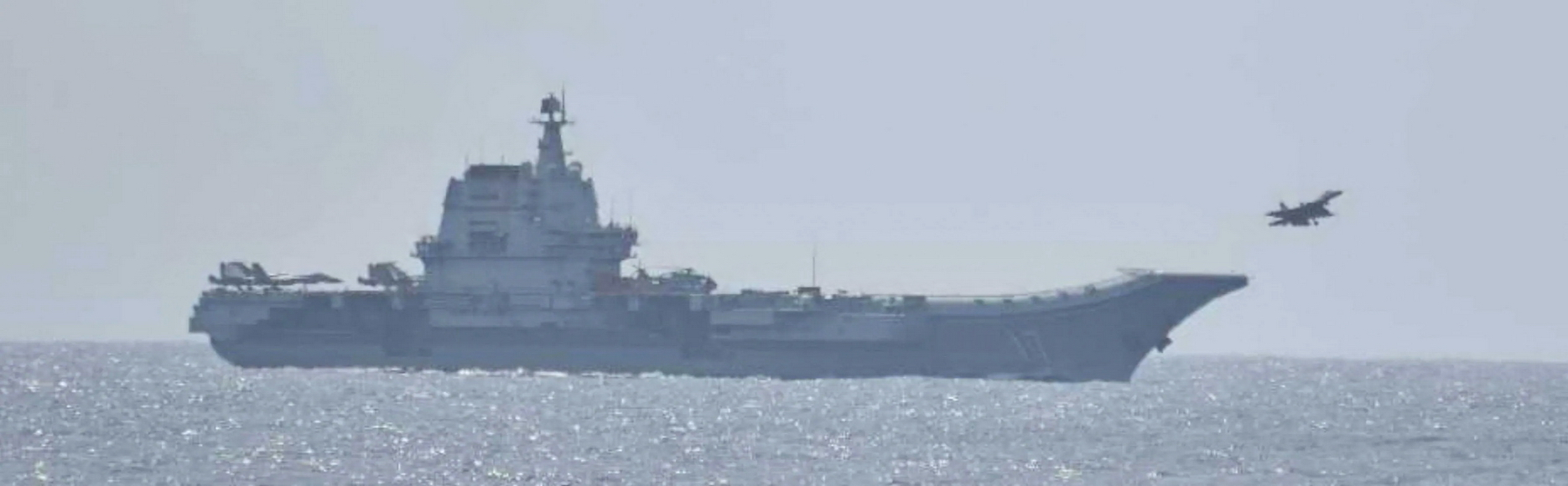
Eine J-15 kurz nach dem Abheben

Die Shandong (chinesisch 山东号航空母舰, Pinyin Shāndōnghào Hángkōng Mǔjiàn, kurz 山东号 oder 山东舰) ist ein STOBAR-Flugzeugträger der Marine der Volksrepublik China (PLAN) und einzige Einheit des Typ 002. Das 2017 vom Stapel gelaufene Schiff ist nach der Provinz Shandong benannt und der erste vollständig in China gebaute Flugzeugträger. Im Deutschen ist auch der Name CNS Shandong üblich.
Am 17. Dezember 2019 wurde die Shandong in Dienst gestellt. Sie trägt die Rumpfnummer 17.

## Technik
Die Konstruktion basiert auf dem Entwurf der Admiral-Kusnezow-Klasse. Sie wurde weiterentwickelt und die Wasserverdrängung auf etwa 50.000–70.000 t leicht erhöht. Die Shandong wurde auf der Werft in Dalian (⊙) gebaut, die bereits den Umbau der Warjag zur Liaoning durchgeführt hatte. Das Schiff besitzt einen konventionellen Antrieb mit Dampfturbinen und Dieselgeneratoren. Es ist 315 Meter lang, 75 Meter breit und soll eine Geschwindigkeit von bis zu 31 Knoten erreichen.
Gegenüber der Liaoning wurde das Flugdeck verbreitert und die Grundfläche der Aufbauten verkleinert, wodurch mehr Platz für die Flugzeuge zur Verfügung steht.

## Bewaffnung und Ausrüstung
Auf dem Träger sollen 24–32 Kampfflugzeuge vom Typ Shenyang J-15 und 12 Hubschrauber stationiert werden.
Der Träger soll über ein fortschrittliches S-Band-AESA-Radarsystem vom Typ 346 verfügen.

## Schlüsseldaten
| Zeitraum                           | Ereignis                                                |
| ---------------------------------- | ------------------------------------------------------- |
| November 2013                      | Konstruktionsbeginn                                     |
| 26. April 2017                     | Stapellauf                                              |
| 13.-18. Mai, 2018                  | erste Seeerprobung                                      |
| 26. August – 4. September 2018     | zweite Seeerprobung                                     |
| 11.-12. September                  | Fangeinrichtung installiert                             |
| 14. September 2018                 | Flugtests mit J-15, Z-18, Z-9                           |
| 25. September 2018                 | Installation der Funkantenne                            |
| 28. Oktober – 6. November 2018     | dritte Seeerprobung                                     |
| 27. Dezember 2018 – 8. Januar 2019 | vierte Seeerprobung                                     |
| 27. Februar – 4. März 2019         | fünfte Seeerprobung                                     |
| 25. – 31. Mai 2019                 | sechste Seeerprobung                                    |
| 1. – 4. und 6. – 22. August 2019   | siebte Seeerprobung                                     |
| 15. – 20. Oktober                  | achte Seeerprobung                                      |
| ab 14. November 2019               | neunte Seeerprobung und Übungen im Südchinesischen Meer |
| 17. Dezember 2019                  | Übergabe an die Marine der Volksbefreiungsarmee         |

Quelle:

## Einsatz
Vom 8. bis 10. April 2023 führte die Volksbefreiungsarmee eine Militärübung rund um Taiwan mit dem Flugzeugträger Shandong durch, man übte „Präzisionsschläge“ gegen Taiwan. Die Shandong lief dabei bis auf 230 Kilometer an die japanischen Miyako-Inseln heran. Als Reaktion fuhr der US-amerikanische Zerstörer Milius am 10. April 2023 in die etwa 1500 km südsüdwestlich von Taiwan gelegenen Gewässer nahe der Spratly-Inseln ein, welche ebenfalls von China als Hoheitsgebiet beansprucht werden. Die chinesische Volksbefreiungsarmee schickte Marine- und Luftstreitkräfte, um die Milius zu verfolgen. Die Shandong wurde bis zur Rückkehr Ende April von sechs Schiffen begleitet. Dabei handelte es sich um einen Typ 055 Lenkwaffenzerstörer, zwei Typ 052D Lenkwaffenzerstörer, zwei Typ 054A Lenkwaffen-Fregatten und dem Type 901 Versorger Chaganhu, welches auf Grund seiner hohen Geschwindigkeit Kampfverbänden folgen kann. Am 27. Mai 2023 durchquerte der Träger die Straße von Taiwan in Begleitung zweier Kriegsschiffe.